# Liga LEB 2004-2005
La Liga LEB 2004-2005 è stata la 49ª edizione della seconda divisione spagnola di pallacanestro maschile (la 9ª con il nome di Liga LEB).

## Squadre partecipanti
| Squadra                   | Città                  | Regione             |
| ------------------------- | ---------------------- | ------------------- |
| Club Ourense Baloncesto   | Ourense                | Galizia             |
| Baloncesto Fuenlabrada    | Fuenlabrada            | Madrid              |
| Alerta Cantabria          | Santander              | Cantabria           |
| UB La Palma               | Santa Cruz de la Palma | Canarie             |
| Ciudad de Huelva          | Huelva                 | Andalusia           |
| Melilla                   | Melilla                | Melilla             |
| CAI Zaragoza              | Saragozza              | Aragona             |
| Polaris World Murcia      | Murcia                 | Murcia              |
| IBB Hoteles Menorca       | Mahón                  | Baleari             |
| Valls Félix Hotel         | Valls                  | Catalogna           |
| Plasencia Galco           | Plasencia              | Estremadura         |
| Ifach Calpe               | Calp                   | Comunità Valenciana |
| CB Los Barrios            | Los Barrios            | Andalusia           |
| CB Tarragona              | Tarragona              | Catalogna           |
| Algeciras Cepsa           | Algeciras              | Andalusia           |
| León Caja España          | León                   | Castiglia e León    |
| Cáceres 2016 CB           | Cáceres                | Estremadura         |
| Calefacciones Farho Gijón | Gijón                  | Asturie             |

## Classifica finale
| #  | Teams                     | P  | V  | P  | PF   | PS   | Qualificate |
| -- | ------------------------- | -- | -- | -- | ---- | ---- | ----------- |
| 1  | Baloncesto Fuenlabrada    | 34 | 27 | 7  | 2676 | 2402 | Playoff     |
| 2  | IBB Hoteles Menorca       | 34 | 26 | 8  | 2601 | 2405 | Playoff     |
| 3  | León Caja España          | 34 | 24 | 10 | 2754 | 2477 | Playoff     |
| 4  | Ciudad de Huelva          | 34 | 22 | 12 | 2582 | 2434 | Playoff     |
| 5  | Polaris World Murcia      | 34 | 20 | 14 | 2580 | 2524 | Playoff     |
| 6  | CAI Zaragoza              | 34 | 19 | 15 | 2726 | 2608 | Playoff     |
| 7  | CB Tarragona              | 34 | 18 | 16 | 2602 | 2635 | Playoff     |
| 8  | Cáceres 2016 CB           | 34 | 17 | 17 | 2524 | 2507 | Playoff     |
| 9  | CB Los Barrios            | 34 | 17 | 17 | 2753 | 2760 |             |
| 10 | Calefacciones Farho Gijón | 34 | 15 | 19 | 2559 | 2616 |             |
| 11 | Plasencia Galco           | 34 | 15 | 19 | 2402 | 2405 |             |
| 12 | Melilla                   | 34 | 14 | 20 | 2498 | 2579 |             |
| 13 | Alerta Cantabria          | 34 | 14 | 20 | 2488 | 2679 |             |
| 14 | Algeciras Cepsa           | 34 | 13 | 21 | 2594 | 2612 |             |
| 15 | Valls Félix Hotel         | 34 | 13 | 21 | 2575 | 2694 |             |
| 16 | UB La Palma               | 34 | 12 | 22 | 2494 | 2580 | Playout     |
| 17 | Club Ourense Baloncesto   | 34 | 11 | 23 | 2419 | 2559 | Playout     |
| 18 | Ifach Calpe               | 34 | 9  | 25 | 2449 | 2800 |             |

## LEB Playoffs
I vincitori delle semifinali vengono promosse direttamente in Liga ACB.
|  | Quarti di finale | Quarti di finale       | Quarti di finale |                     |                  | Semifinali             | Semifinali | Semifinali |  |  | Finale | Finale                 | Finale |
|  |                  |                        |                  |                     |                  |                        |            |            |  |  |        |                        |        |
|  | 1                | Baloncesto Fuenlabrada | 3                |                     |                  |                        |            |            |  |  |        |                        |        |
|  | 8                | Cáceres 2016 CB        | 0                |                     |                  |                        |            |            |  |  |        |                        |        |
|  | 8                | Cáceres 2016 CB        | 0                |                     | 1                | Baloncesto Fuenlabrada | 3          |            |  |  |        |                        |        |
|  |                  |                        |                  |                     | 1                | Baloncesto Fuenlabrada | 3          |            |  |  |        |                        |        |
|  |                  | 4                      | Ciudad de Huelva | 2                   |                  |                        |            |            |  |  |        |                        |        |
|  | 4                | 4                      | Ciudad de Huelva | 2                   | Ciudad de Huelva | 3                      |            |            |  |  |        |                        |        |
|  | 4                |                        |                  |                     | Ciudad de Huelva | 3                      |            |            |  |  |        |                        |        |
|  | 5                | Polaris World Murcia   | 1                |                     |                  |                        |            |            |  |  |        |                        |        |
|  |                  |                        |                  |                     |                  |                        |            |            |  |  | 1      | Baloncesto Fuenlabrada | 67     |
|  |                  |                        | 2                | IBB Hoteles Menorca | 66               |                        |            |            |  |  |        |                        |        |
|  | 2                | IBB Hoteles Menorca    | 3                |                     |                  |                        |            |            |  |  |        |                        |        |
|  | 7                | CB Tarragona           | 1                |                     |                  |                        |            |            |  |  |        |                        |        |
|  | 7                | CB Tarragona           | 1                |                     | 2                | IBB Hoteles Menorca    | 3          |            |  |  |        |                        |        |
|  |                  |                        |                  |                     | 2                | IBB Hoteles Menorca    | 3          |            |  |  |        |                        |        |
|  |                  | 3                      | León Caja España | 1                   |                  |                        |            |            |  |  |        |                        |        |
|  | 3                | 3                      | León Caja España | 1                   | León Caja España | 3                      |            |            |  |  |        |                        |        |
|  | 3                |                        |                  |                     | León Caja España | 3                      |            |            |  |  |        |                        |        |
|  | 6                | CAI Zaragoza           | 0                |                     |                  |                        |            |            |  |  |        |                        |        |

## Playout
La perdente retrocede in LEB Plata.
| Squadra 1   | Risultato | Squadra 2               |
| ----------- | --------- | ----------------------- |
| UB La Palma | 3 - 1     | Club Ourense Baloncesto |

## Verdetti
- Promozioni in Liga ACB: Baloncesto Fuenlabrada e IBB Hoteles Menorca
- Retrocessioni in LEB Plata: Club Ourense Baloncesto
- Non ammesse alla stagione successiva: CB Valls, CB Ciudad de Algeciras e Cáceres Club Baloncesto
- Ripescaggio in LEB: Ifach Calpe